# Madonna Stalingradzka

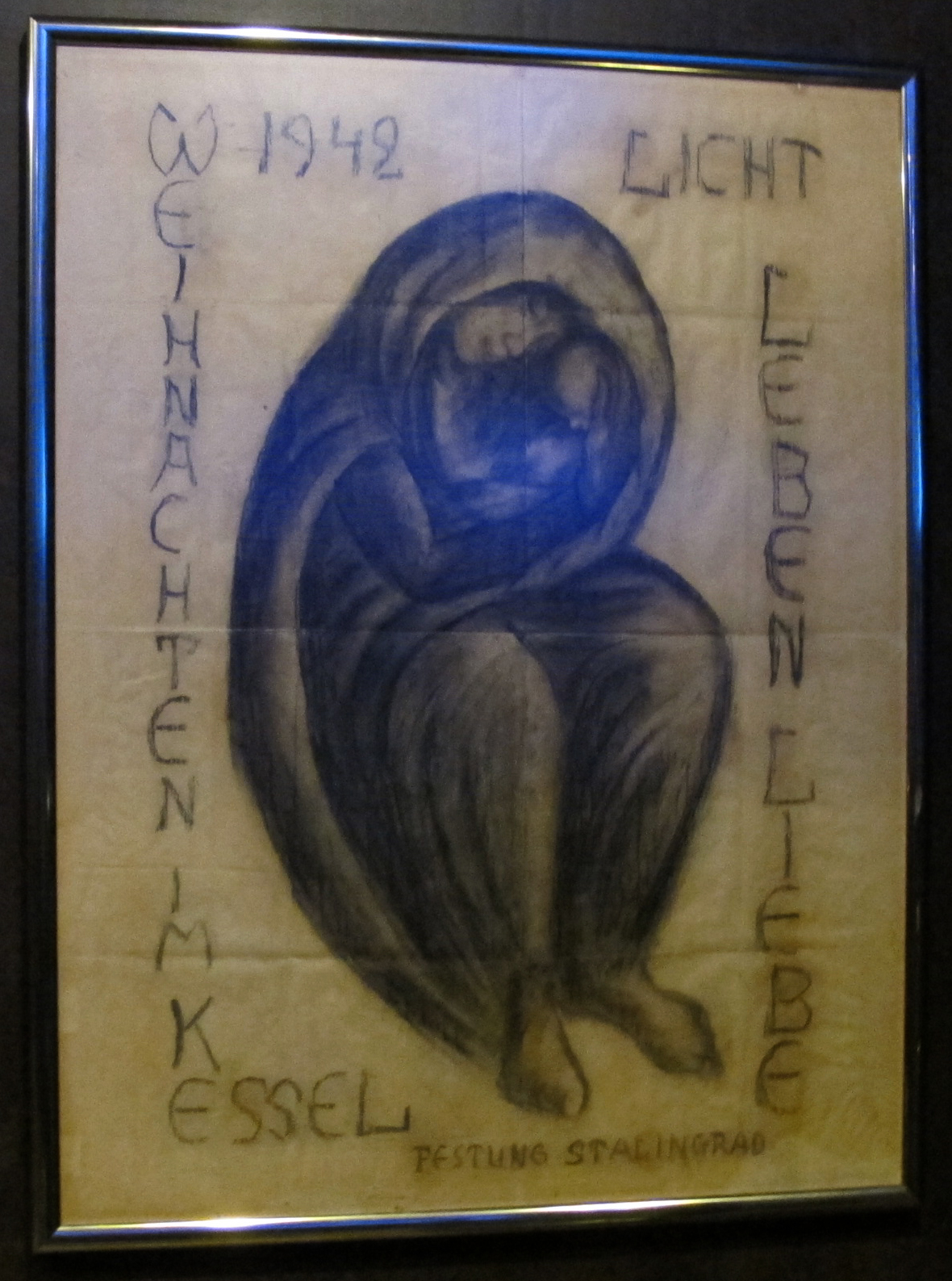
Madonna Stalingradzka (oryginał), Kaiser-Wilhelm-Gedächtniskirche

Madonna Stalingradzka lub Madonna z Twierdzy – wizerunek przedstawiający Matkę Boską z Dzieciątkiem, wykonany w wigilijną noc 1942 roku podczas bitwy stalingradzkiej, przez niemieckiego lekarza z batalionu zaopatrzenia 16. Dywizji Pancernej i zarazem pastora ewangelickiego, Kurta Reubera. Rysunek został wykonany węglem na odwrocie mapy Rosji – jedynym większym kawałku papieru (90 × 115 cm), jakim dysponował Reuber. Przedstawia skuloną Madonnę otuloną kocem wokół której widnieją napisy w języku niemieckim: Licht. Leben. Liebe. Weihnachten im Kessel. Festung Stalingrad (pol. „Światło. Życie. Miłość. Boże Narodzenie w kotle. Twierdza Stalingrad”).   
Rysunek został wywieziony ostatnim samolotem jaki wydostał się z kotła stalingradzkiego 13 stycznia 1943 roku. Obecnie oryginał znajduje się w Kościele Pamięci w Berlinie, a repliki i kopie w: katedrze w Coventry i w kościele św. Mikołaja w Wołgogradzie oraz w kilkudziesięciu miastach na terenie Niemiec (w postaci obrazów i rzeźb).    